# George Repton
George William John Repton (1818-30 août 1906) est un homme politique britannique du Parti conservateur qui est député à la Chambre des communes de 1841 à 1885, avec une interruption, d'abord comme député pour St Albans puis pour Warwick.

## Famille
Repton est le fils de George Stanley Repton et de son épouse Elizabeth, fille de John Scott (1er comte d'Eldon).
Il fait ses études au University College, Oxford, où il s'inscrit en 1838, et le 5 septembre 1848, il épouse Jane Seymour FitzGerald, la fille d'Augustus FitzGerald (3e duc de Leinster), décédé le 3 novembre 1898.
Son adresse en 1881 est Odell Castle, Bedford.

## Carrière
Repton est élu à l'élection générale de 1841 comme député de l'arrondissement de St Albans dans le Hertfordshire où il est réélu en 1847. Cependant, une commission royale trouve des preuves de corruption massive lors d'élections dans l'arrondissement, qui est privé de ses droits en 1852.
Il est réélu aux élections générales de 1852 comme député de l'arrondissement de Warwick où il est réélu en 1857, 1859 et 1865, mais ne se représente pas en 1868. Il est de nouveau réélu aux Communes à Warwick à l'élection générale de 1874, réélu en 1880, et se retire du Parlement quand la circonscription parlementaire de Warwick est abolie aux élections générales de 1885.